# 国家の独立
国家の独立（こっかのどくりつ）とは、既存の主権国家に属する領域（領土）の一部や従属領域（植民地、保護国、従属国などを含む）が、元の国家領域や宗主国などから分離独立することを指す。
また無主地やどの主権国家にも属していない領域が新たに国家を建設する場合も、独立と呼ぶことができる。ただし、既存の国家が合併した場合は、独立とは呼ばない。
なお、「独立」の反対語は「従属」または「併合」である。

## 従属領域
従属領域には、植民地、保護国のほか、国連信託統治領などがある。ただし現在では、国連信託統治領は全て独立、もしくは、信託統治を引き受けた国家との自由連合関係に移行している。後者を選択した自由連合国も未独立であるため、従属領域の1つであると言える。また、中華人民共和国に返還されながら、本土に編入されず、特別行政区となった香港やマカオも従属領域の1つである。なお、台湾については中華民国政府に不当に接収された領域であるとする台湾地位未定論もある。しかし、1990年代以降、中華民国の統治機構は台湾住民を有権者として民主化を果たしたため、現在も台湾が従属領域であるとは断言できない。

## 民族自決権と国家の独立
現在の国際慣習法では、民族自決権が認められており、従属領域においても住民の意思により独立することが認められている。また、従属領域の住民に対する差別も禁じられている。国連は、独立し国家を形成できない領域を信託統治領として、他の国家に託した。これも、独立準備が完了するまでの臨時処置であり、信託された国家には信託統治領が独立できる条件を整備する義務を負っていた。
しかし、実際の独立運動では、従属領域ではなく、ある国の本土領域の一地方やそこに居住する民族やエスニックグループによって行われることもある。民族自決は、日本語では「民族」が付いているが、こうした人々の自決権も含んだ概念である。そして、こうした人々が独立に向けて結成した政治団体は、民族解放団体とされる。特に独立運動が軍隊や警察などの弾圧の対象となった場合、民族解放団体は国家や政府に準ずる国際法上の主体として承認される資格を潜在的に持っている。内戦における交戦団体承認に似ているが、戦後の国際人道法は武装を持たない平和的な団体にもその資格を広げたと言える。そのため、分離独立問題は、その問題が存在する時点において、国内問題ではなくなる。

## 白紙の原則
国家が新たに独立した場合、独立前に属していた国家の権利義務を継承するかどうかは新国家の判断に任される。これを国際法学では、白紙の原則(clean－slate rule)と呼ぶ。国際条約としては条約に関する国家承継に関するウィーン条約第16条。ただし、新国家の領域内の政府財産は、新国家に帰属する。だが、ウクライナがソ連から独立した際、ソ連の継承国家であるロシアは、ウクライナ領内の黒海艦隊の帰属権を主張したため、黒海艦隊は両国の間で分割された。